# ساندرا مايكلز
ساندرا مايكلز (بالإنجليزية: Sandra Michaels)‏ هي ممثلة بريطانية، ولدت في 5 أبريل 1944 في إنجلترا في المملكة المتحدة، وتوفيت في 23 أغسطس 2006 في ساتون، لندن في المملكة المتحدة.

## وصلات خارجية
- ساندرا مايكلز على موقع IMDb (الإنجليزية)